# Raffaella Reggi
Raffaella Reggi (* 27. November 1965 in Faenza) ist eine ehemalige  italienische Tennisspielerin.

## Karriere
Raffaella Reggi gewann in ihrer Profikarriere fünf WTA-Turniere im Einzel und vier im Doppel.
1986 sicherte sie sich mit Sergio Casal den Mixed-Titel bei den US Open und damit den ersten Grand-Slam-Titel für Italien. Ihre Bestmarken in der WTA-Weltrangliste erreichte sie mit Platz 13 im Einzel (1988) und Platz 25 im Doppel (1991).
Bei den Olympischen Spielen 1988 in Seoul und 1992 in Barcelona spielte Reggi jeweils im Einzel und im Doppel für Italien. Beim Demonstrationsturnier der Olympischen Spiele 1984 in Los Angeles gewann sie die Bronzemedaille im Einzel.
Von 1982 bis 1992 spielte Reggi für die italienische Fed-Cup-Mannschaft. Ihre persönliche Bilanz: 14:6 Siege im Einzel und 4:9 im Doppel.

## Turniersiege

### Einzel
| Nr. | Datum       | Turnier   | Kategorie  | Belag     | Finalgegnerin   | Ergebnis       |
| --- | ----------- | --------- | ---------- | --------- | --------------- | -------------- |
| 1.  | 1985        | Tarent    | WTA        | Sand      | Vicki Nelson    | 6:4, 6:4       |
| 2.  | 1986        | Lugano    | WTA        | Sand      | Manuela Maleeva | 5:7, 6:3, 7:66 |
| 3.  | 1986        | San Juan  | WTA        | Hartplatz | Sabrina Goleš   | 7:64, 4:6, 6:3 |
| 4.  | 1987        | San Diego | WTA        | Hartplatz | Anne Minter     | 6:0, 6:4       |
| 5.  | 6. Mai 1990 | Tarent    | WTA Tier V | Sand      | Alexia Dechaume | 3:6, 6:0, 6:2  |

### Doppel
| Nr. | Datum            | Turnier  | Kategorie   | Belag           | Partnerin                 | Finalgegnerinnen                  | Ergebnis      |
| --- | ---------------- | -------- | ----------- | --------------- | ------------------------- | --------------------------------- | ------------- |
| 1.  | 1985             | Tarent   | WTA         | Sand            | Sandra Cecchini           | Patrizia Murgo Barbara Romano     | 1:6, 6:4, 6:3 |
| 2.  | 1988             | Tampa    | WTA Tier IV | Sand            | Terry Phelps              | Cammy MacGregor Cynthia MacGregor | 6:2, 6:4      |
| 3.  | 17. Februar 1991 | Linz     | WTA Tier V  | Teppich (Halle) | Manuela Maleeva-Fragnière | Petra Langrová Radka Zrubáková    | 6:4, 1:6, 6:3 |
| 4.  | 2. Februar 1992  | Auckland | WTA Tier V  | Hartplatz       | Rosalyn Fairbank-Nideffer | Jill Hetherington Kathy Rinaldi   | 1:6, 6:1, 7:5 |

### Mixed
| Nr. | Datum          | Turnier | Kategorie  | Belag     | Partner      | Finalgegner                       | Ergebnis |
| --- | -------------- | ------- | ---------- | --------- | ------------ | --------------------------------- | -------- |
| 1.  | September 1986 | US Open | Grand Slam | Hartplatz | Sergio Casal | Martina Navratilova Peter Fleming | 6:4, 6:4 |